# Michel Delgiudice
Michel Delgiudice (* 1924 in Nizza, Frankreich; † Dezember 2006) war ein französischer Komponist und Dirigent.
Er absolvierte das Musikstudium am Konservatorium von Nizza im Hauptfach Klarinette und Harmonielehre. Ferner machte er private Studien an der César Franck Schule in Paris bei Henri Challan und Pierre Lantier.
Danach trat er als Klarinettist in ein Militärmusikkorps ein. Recht schnell legte er die Militärkapellmeister-Prüfung ab und wurde anschließend dem Musikkorps in Colomb-Béchar, Algerien, von 1959 bis 1962 als Dirigent zugewiesen. Danach wurde er von 1962 bis 1969 nach Marseille zu einem Musikkorps als Dirigent versetzt. Anschließend war er noch bei zwei weiteren Musikkorps der französischen Truppen in Deutschland eingesetzt: 1969 bis 1971 in Berlin und 1971 bis 1973 in Konstanz. 1973 wurde er pensioniert.
Seit 1976 war er Direktor der Musikschule von Amboise an der Loire. Seitdem widmete er sich auch vermehrt um die Bereicherung der Blasorchester-Literatur.

## Werke

### Werke für Blasorchester
- Marche due Maréchal de Saxe
- Vaillant 46 (mit gesungenen Refrain "Passant par Paris")
- Modern Suite
- Partita
- Ogives et Vetraux dreiteilige Messe für Blasorchester

### Kammermusik und pädagogische Werke
- Abuto für Tuba und Klavier
- Ali-Baba für Tuba und Klavier
- Dix Petits Textes für Tuba und Klavier
- Douze Etudes rhythmiques et melodiques für Bassposaune,
- Gargantua für Tuba und Klavier
- Jeune Sax für Altsaxophon
- Jouer A Deux
- La Baleine Bleue für Tuba und Klavier
- Lafitan für Flöte und Klavier
- Les 4 morceaux ensemble für Tuba und Klavier
  1. L'antre de Polypheme
  2. Danse de l'elephant
  3. Le petit baobab
  4. Le petit mammouth
- L'Enfant a la flûte für Flöte und Klavier
- Puissance 4 für Tuba und Klavier
- Superman für Tuba und Klavier

| Personendaten    | Personendaten                        |
| ---------------- | ------------------------------------ |
| NAME             | Delgiudice, Michel                   |
| KURZBESCHREIBUNG | französischer Komponist und Dirigent |
| GEBURTSDATUM     | 1924                                 |
| GEBURTSORT       | Nizza, Frankreich                    |
| STERBEDATUM      | Dezember 2006                        |